# Задаянная, Ирина Евгеньевна
Ири́на Евге́ньевна Задая́нная (19 ноября 1962, Киев — 10 июня 2005, Киев) — советская артистка балета, балетмейстер. Заслуженная артистка УССР (1990). Лауреат Международного конкурса артистов балета в Варне (1983, третье место)

## Биография
Родилась 19 ноября 1962 года в Киеве.
В 1980 году окончила Киевское хореографическое училище. Ученица Г. Н. Кирилловой
С 1980 года — артистка балета Киевского театра оперы и балета имени Т.Шевченко.
На сцене театра дебютировала в четверке подруг в недавно поставленном балетмейстером О.Виноградовым балете «Тщетная предосторожность». Начав с кордебалета, стремительно прошла путь до солистки и уже через два года исполняла такие партии как Русалка в «Лесной песне» и Эффи в «Сильфиде». Танцевала на сцене театра 20 лет.
Скончалась 10 июня 2005 года в Киеве, похоронена на Байковом кладбище.
14 июня 2008 года Национальная опера Украины посвятила памяти Ирины Задаянной балетный спектакль «Лебединое озеро» П.Чайковского.

## Творчество

### Репертуар
Балерина лирико-романтического плана. Мягкая пластика, лиричность соединялись в исполнительской манере И.Задаянной с умением выразить драматичность образа, его духовную сущность.
Партии: Одетта-Одиллия, Аврора («Спящая красавица»), Клара («Щелкунчик»), Жизель, Фригия («Спартак»), Джульетта («Ромео и Джульетта» в хореографии А.Шекеры), Китри («Дон Кихот»), Сильфида, Эффи («Сильфида» Х.Левенсхольда в хореографии А.Бурнонвиля в редакции Э. М.фон Розен), Милуша («Ольга» Е.Станковича в хореографии А.Шекеры), Ширин («Легенда о любви»), Муха-Цокотуха, Сванильда («Коппелия») и другие.
Актёрские работы, которые принесли славу не только И.Задаянной как балерине, но и обогатили украинское балетное исполнительское искусство, по оценке В.Туркевича, — это жемчужина романтического хореографического наследия «Жизель», где Задаянная исполнила заглавную партию; героический «Спартак», в котором она создала драматично очерченный образ Фригии; философская притча-балет «Легенда о любви», в которой станцевала партию Ширин, раскрывая грани очень сложного и неоднозначного характера восточной женщины.

«Дебют Ирины Задаянной в партии Джульетты стал открытием для балетоманов, которые видели этот спектакль при участии примадонны Людмилы Сморгачовой и Татьяны Таякиной, где, казалось, нет возможности донести что-то новое и более яркое. А Задаянная смогла! Зритель почувствовал в её танце невыразимо нежное звучание едва уловимой паутинки непостижимости счастья. В любви её Джульетта раскрывала своё сердце не только Ромео, но и всему миру».— В.Туркевич

### Постановки
Завершив исполнительскую карьеру солистки балета Национальной оперы Украины, И.Задаянная работала балетмейстером в Киевском театре им. И.Франко, "в спектаклях которого за три неполных года поставила ряд ярких танцев и хореографических миниатюр. Ирина Задаянная особенно тонко чувствовала время, эпоху, прониклась подзабытым жанром средневековой школьной драмы и украсила выразительной хореографией спектакли «Трагикомедия о воскресении мертвых» Г.Кониского, «Букварь мира» Г.Сковороды. Её лебединой песней и в жизни, и в творчества стала хореография в спектакле «Наталка Полтавка» И.Котляревского.
Балетмейстер в музыкальных и драматических спектаклях театра им. И.Франко:
- «Ревизор» Н.Гоголя[4]
- «Эх, мушкетеры, мушкетеры…» Е.Евтушенко[5]
- «Наталка Полтавка»[6]